# Joseph Bérard
Joseph Bérard (1799-1883) est un pédagogue français. Il fut professeur de littérature et de français à l'Université de Saint-Pétersbourg, enseignant notamment à Piotr Ilitch Tchaïkovski.

## Biographie
Joseph Bérard voit le jour à Metz en 1799. Après des études secondaires brillantes au lycée de Metz, il s’installe en 1823 en Russie, pour enseigner le français et la littérature au lycée de Saint-Pétersbourg. Professeur à l'Université de Saint-Pétersbourg en 1824, il enseigne également le français à l'orphelinat impérial, puis au Corps des Pages, l'académie militaire impériale de Russie. À partir de 1835, il enseigne à la faculté de Droit, donnant des cours particuliers aux filles du Grand-duc de Russie, Marie, Élisabeth et Catherine Mikhaïlovna de Russie. Bibliothécaire, puis membre du conseil économique de l'école, il enseigne aussi à l'Académie Mariinsky. Il devient membre de la commission scolaire en 1848 et le restera jusqu'en 1851. En classe préparatoire, il compte le jeune Piotr Ilitch Tchaïkovski parmi ses étudiants, qui en parle avec un profond respect.
Joseph Bérard décéda à Paris le 8 février 1883.

## Publications[5]
- Отрывки из прозаических сочинений лучших русских писателей, для постепенных занятий переводами с русского языка на французский и немецкий

## Sources
- École impériale de droit (Дела Императорского училища Правоведения), année 1835, n°12.